# Akademia Sztuk Pięknych w Pradze
Akademia Sztuk Pięknych w Pradze (cz. Akademie výtvarných umění v Praze) – jedna z uczelni wyższych w Pradze. 

## Historia
Akademia została założona w 1799 roku. W roku 1925 stała się pierwszą czeską uczelnią oferującą kształcenie w dziedzinie sztuki, która uzyskała status uniwersytetu. Uczelnia ciągle się rozwijała, między innymi otwierając wydział konserwacji w 1945 roku. Jako nowość w 1990 roku wprowadzono zajęcia w dziedzinie multimediów.

## Kierunki
Na uczelni można studiować na dwóch stopniach: magisterskie oraz doktorskie.
Można zdobyć  wykształcenie w następujących dziedzinach:
- malarstwo
- rzeźbiarstwo
- grafika oraz plastyka
- multimedia
- konserwacja obrazów
- konserwacja rzeźb
- architektura

## Uczelnia

### Biblioteka
Na uczelni znajdują się zbiory biblioteczne w liczbie 56 tys. różnych publikacji. Została ona zaprojektowana przez czeskiego architekta Jana Kotěrę na początku XIX w.

### Galeria
Uczelnia posiada własną galerię o powierzchni 128 m². Studenci mogą tam organizować swoje własne wystawy. Może być tam wystawianych 20 instalacji artystycznych.